# Maybach HL230
A Maybach HL230 egy vízhűtéses, 23 literes V12-es benzinmotor, amelyet a Maybach vállalat tervezett. A második világháborús német nehéz harckocsikban használták, nevezetesen a Pantherben, a Jagdpanzer V-ben, a Tigris II-ben, a Jagdtigerben a HL230 P30 jelű változatát, valamint a Tiger I és a Sturmtiger későbbi verzióiban a HL230 P45 változatot.

## Leírás
A motor a némiképp kisebb HL210 továbbfejlesztett változata volt. A HL210-et az első 250 Tiger I tankba szerelték, és a HL230-val ellentétben alumínium forgattyúháza és blokkja volt. A HL210 lökettérfogata 21,353 liter volt, azaz hengerenként 1779 cm³, amit 125 mm-es furat és 145 mm-es löket mellett értek el. A HL230-as furatát 125-ről 130 mm-re növelték, ezzel lökettérfogata elérte a 23,095 litert, azaz hengerenként 1.925 cm³-t. Lökete 145 mm maradt. Teljesítménye 700 LE-re nőtt percenkénti 3000-es fordulatszámon. Maximális nyomatéka 1850 Nm lett 2100-as fordulaton. Melegedés miatt a teljesítményét több járműben 600 LE-re csökkentették, amit 2500-as fordulaton ért el.
A forgattyúház és a blokk szürke öntöttvasból, a hengerfejek pedig öntöttvasból készültek. A motor súlya 1200 kg, méretei 1000×1190×1310 mm voltak. A keverékképzést négy ikerfojtó szelepes Solex típusú 52JFF porlasztó biztosította. A gyújtást két mágnes indukciós gyújtótrafó biztosította. A sűrítési viszony 6,8:1 volt. A Maybachra jellemző módon, alagút elrendezésű forgattyúsházzal tervezték meg. Ennek lényege, hogy a főtengely két végén lévő golyós csapágy nagyobb átmérővel rendelkezik, mint a főtengely bármely más része, ezáltal a főtengelyalagútba oldalról, axiálisan szerelhető. A háború végén az Entwicklungskomission Panzer (kb. Páncélos fejlesztési bizottság) javasolta a motor üzemanyag-befecskendezéssel történő továbbfejlesztését  HL234 néven, az alulmotorizált Tiger II tankban való használatra. A teljesítmény várhatóan 800 és 900 lóerő közé növekedett volna , feltöltéssel pedig 1100–1200 lóerőre.

## Gyártás
Körülbelül 9000 HL230-at gyártott a Maybach, az Auto Union és a Daimler-Benz. 1944. november 3-tól kezdődően a Leitmeritz koncentrációs táborban, a Richard I. földalatti gyárban gyártották őket.

## Fordítás
- Ez a szócikk részben vagy egészben  a   Maybach HL230 című angol Wikipédia-szócikk ezen változatának fordításán alapul.  Az eredeti cikk szerkesztőit annak laptörténete sorolja fel. Ez a jelzés csupán a megfogalmazás eredetét és a szerzői jogokat jelzi, nem szolgál a cikkben szereplő információk forrásmegjelöléseként.